# 모질라서
《모질라서》( - 書, 영어: The Book of Mozilla)는 넷스케이프와 모질라 계열의 웹 브라우저에 있는 유명한 이스터 에그이다. 이 이스터 에그는 주소 창에서 about:mozilla를 입력해서 볼 수 있으며, 《모질라서》라 불리는 가상의 책에 있는 내용을 보여 준다.

## 책 《모질라서》
실제로 《모질라서》라는 책이 있는 것은 아니며, 단지 이스터 에그에서 모질라서로부터 인용했다고 언급하는 일곱 개의 구절만이 존재할 뿐이다. 이 구절들은 의도적으로 성서의 요한 묵시록과 유사하게 종말론적인 느낌을 내도록 쓰였으며, 특히 성서와 유사하게 장과 절에 대한 언급이 존재한다. 하지만 이 장과 절은 실제로는 해당 구절이 암시하는 역사적인 사건의 날짜를 나타낸다.
일곱 구절들은 모두 짐승의 활동에 대한 내용을 담고 있다. 초기의 넷스케이프 커뮤니케이션즈 코퍼레이션은 넷스케이프 네비게이터 1.0의 코드 네임으로부터 따서 모질라라는 마스코트를 만들었는데, 이 마스코트는 불을 내뿜으며 용과 유사한 도마뱀으로 모질라서의 ‘짐승’과 유사하다. 따라서 이 ‘짐승’이 넷스케이프에 대한 은유라는 설이 생겼으며, 구절의 내용과 대조했을 때 설득력을 가진다.
모질라의 웹사이트에는 모질라서의 네 구절(8장 20절 제외)을 보여 주는 www.mozilla.org/book 사이트가 있는데, 여기에는 HTML 주석으로 각 구절의 의미를 설명하는 내용이 붙어 있다. 이 내용은 발레리오 카펠로(Valerio Capello)가 2004년 5월에 작성한 것을 그 해 11월에 추가한 것으로, 이 내용이 실제로 당시 구절을 결정했던 사람들로부터 얻어진 것이며 공신력을 가지는지는 알려져 있지 않다.

## about:mozilla의 내용
넷스케이프 1.1 이전에 about:mozilla에는 “Mozilla rules!”라는 문구만이 적혀 있었다.

### 12장 10절
모질라서의 첫 구절인 12장 10절은 1995년 넷스케이프 1.1의 출시와 함께 공개되었으며 4.0대 버전까지 계속 남아 있었다. 그 내용은 다음과 같다.
그리고 짐승이 휘몰아치는 복수의 구름에 둘러 싸이리라. 불신자들의 집은 땅에서 무너지며 태워질 것이니, 그 흔적은 마지막 날까지 깜빡이리라.
모질라서 12장 10절
12장 10절은 넷스케이프 네비게이터 1.0이 출시된 1994년 12월 10일을 가리킨다. 마지막의 “그 흔적은 … 깜빡이리라(Their tags shall blink …)”라는 언급은 당시 논란이 많았던 blink 엘리먼트를 가리킨다는 의견도 있지만, “불신자들”의 언급으로부터 넷스케이프 3까지의 버전에서 HTML 소스를 보면 잘못된 태그가 깜빡이던 것을 가리킨다는 의견도 있다.

### 3장 31절
모질라서의 두 번째 구절인 3장 31절은 1998년 5월 10일에 제이미 재윈스키가 작성하였다. 이 구절은 넷스케이프가 그 코드를 오픈 소스로 공개하고 모질라 프로젝트를 시작한 것을 암시하며, 1998년 10월까지 모질라 소스 코드에 남아 있다가 전면적인 재작성 때문에 사라졌다. 2000년 2월 5일에 벤 구저는 사라졌던 이스터 에그를 새 소스 코드에 추가하였으며 다음 구절이 만들어지기 전까지의 모든 모질라 빌드와 넷스케이프 6부터 7.1까지에 남게 되었다.
그 내용은 다음과 같다.
그리고 짐승이 군대를 일으키니, 그 수효가 수천의 수천배로 늘어나리라. 수백만 키보드의 울림은 거대한 폭풍우와 같아 온 땅을 뒤덮을 것이며 맘몬의 추종자들은 떨리라.
모질라서 3장 31절
(적색 문자본)
3장 31절은 넷스케이프가 그 소스 코드를 공개한 1998년 3월 31일을 가리킨다. 이 구절에서 맘몬은 넷스케이프의 가장 큰 라이벌인 인터넷 익스플로러를 개발한 마이크로소프트를 가리키는 것으로 추측되며, 따라서 넷스케이프가 소스의 공개로 인터넷 익스플로러가 빼앗은 시장 점유율을 회복하길 바라는 마음이 담겨 있다고 볼 수 있다. 적색 문자본에 대한 언급은 예수의 말을 붉은 색으로 처리한 성서들을 가리키는 것일 수도 있고, 소스를 공개한 1998년 3월 31일이 모질라 프로젝트에 있어서 중요한 의미를 갖는(따라서 달력에 붉은 색으로 쓰인) 날임을 가리키는 것일 수도 있다.

### 7장 15절
모질라서의 셋째 구절인 7장 15절은 닐 디킨(Neil Deakin)이 작성하였다. 이 구절은 2003년 9월 이후로 출시된 모든 모질라 빌드(1.5 이후)와, 파이어폭스, 카미노, 모질라 선더버드, 시몽키 슈트의 모든 버전들, 에피파니 버전 1.8.0, 그리고 넷스케이프 버전 7.2부터 8.0대 버전까지 포함되어 있다.
이 구절은 한국어 모질라 프로젝트에 의해 한국어로 공식 번역되었으며, 그 내용은 다음과 같다.
마지막 때에 짐승은 무너지고 불신자들은 기뻐하리라. 그러나 모두 소멸되지 않으리니 거대한 새의 재로부터 살아나 불신자들을 잡아 불과 번개로 그들을 덮으리라. 짐승이 다시 살아나 새 힘을 얻으리니 맘몬의 추종자들은 공포에 떨리라.
모질라서 7장 15절
7장 15절은 아메리카 온라인이 넷스케이프 브라우저 분과를 폐쇄하고 모질라 재단을 세운 2003년 7월 15일을 가리킨다. “거대한 새”는 모질라 파이어폭스(당시에는 파이어버드)의 옛 이름인 피닉스를 가리키며, “불과 번개로 그들을 덮으리라(cast fire and thunder upon them)”는 몇 달 전에 모질라 개발자들이 초점을 맞추기 시작한 모질라 파이어버드와 모질라 선더버드에 대한 직접적인 표현이다.

### 8장 20절
모질라서의 넷째 구절인 8장 20절은 크리스토퍼 핑케(Christoper Finke)가 작성하였으며, 2007년 6월 5일 넷스케이프 네비게이터 9.0b1의 발표와 함께 공개되었다. 그 내용은 다음과 같다.
그러하니 다시 태어난 짐승이 창조자가 보시기에 좋았더라.
모질라서 8장 20절
8장 20절은 다음 버전의 넷스케이프 네비게이터가 외주 제작이 아닌 자체 제작으로 진행된다는 내부 메일이 처음 보내진 2006년 8월 20일을 가리킨다. 이 구절은 두 가지 의미를 지니는데, 한 가지는 “다시 태어난 짐승”이 이전 구절에서 암시한 모질라 재단을 가리키며 따라서 모질라 프로젝트에 참여한 이들에게 공을 돌리는 의미이고, 다른 한 가지는 이 표현이 브라우저 분과를 다시 연 것을 의미한다. (이전 버전은 외주 개발사에서 제작하였다.)

### 11장 9절
모질라서의 다섯째 구절인 11장 9절은 2008년 1월 9일에 메인 저장소에 추가되었으며, 모질라 파이어폭스 3.0의 발표와 함께 일반에 공개되었다. 한국어 모질라 프로젝트에서 번역한 내용은 다음과 같다.
맘몬이 잠든 때에 짐승이 다시 태어나 온 지구를 뒤덮고 군대를 이루리라. 이들이 시대를 휘어잡고 교활한 여우와 같이 소출을 불태워 없애 버리는 도다. 이제 곧 신성한 언약에 말씀 대로 그의 형상에 따라 신천지를 만들리니 짐승과 그 자식이 말씀에 따르니라. 보라 맘몬이 깨어났으나 따르는 자가 없도다.
모질라서 11장 9절
(10판)
11장 9절은 파이어폭스 1.0의 발표일인 2004년 11월 9일을 가리킨다. 이 구절의 앞부분은 인터넷 익스플로러가 버전 6에서 정체되어 있는 동안의 파이어폭스의 재기와 시장의 호응에 대한 내용을 담고 있으며, “신천지”는 웹 표준을 바탕으로 한 웹 사이트와 오픈 소스 소프트웨어의 세상을 의미한다. 뒷부분에는 각각 모질라 선언(“신성한 언약” 부분)과 모질라 뉴스레터(“말씀” 부분)에 대한 링크가 포함되어 있다. 또한 이 구절은 모질라 프로젝트의 10주년을 기념하기 위하여 “10판”으로부터 인용한 것으로 되어 있다.

### 15장 1절
모질라서의 여섯번째 구절인 15장 1절은 2013년 1월 23일에 메인 저장소에 추가되었으며, 모질라 파이어폭스 21.0의 발표와 함께 일반에 공개되었다. 한국어 모질라 프로젝트에서 번역한 내용은 다음과 같다.
맘몬의 쌍둥이가 서로 싸울지니, 그들의 전장이 세상을 새로운 암흑으로 이끌며, 짐승은 그 암흑을 미워하니라. 이에 빠르게 변화하여 그 힘을 키우매 그 세력이 몇 배로 커졌더라. 짐승이 불로서 어둠에 빛을 비추니라.
  
- 모질라서, 15:1  
15장 1절은 파이어폭스 OS 1.0의 코드 동결일인 2013년 1월 15일을 의미한다. “맘몬의 쌍둥이”는 모바일 운영체제인 iOS와 안드로이드로 모바일 OS 시장에서 복점을 형성한 애플과 구글을, “새로운 암흑”은 폐쇄성을 띤 기존의 앱 스토어들을 의미한다. “이에 빠르게 변화하여”는 파이어폭스의 새로운 빠른 출시 주기를 의미하며, “그 세력이 몇 배로 커졌더라”는 “파이어폭스가 다양한 것이 되는 것”을 의미함으로써 파이어폭스 모바일과 파이어폭스 OS를 가리킨다.

### 6장 27절
모질라서의 6장 27절은 파이어폭스 나이틀리 80에 처음으로 등장하였으며, 2020년 6월 27일에 메인 저장소에 추가되었다.
야수는 새로운 참고 문헌(Reference)을 만들고 새로운 현실(Realities)을 고려하면서 새로운 초점(Focus)으로 연구를 계속했습니다. 야수는 추종자들과 동료들을 불러와서 새로워진 더 작은 형태의 자기 자신을 창조했고, 그것을 장난스런(Mischievous) 수단을 통해 전 세계로 보냈습니다.

 - Mozilla 서, 6:27

### 기타
마이크로소프트 인터넷 익스플로러의 몇몇 버전에서 about:mozilla는 단순히 파란 화면만을 보여 준다. 혹자는 이를 블루스크린에 대한 비유라고 추측한다.
넷스케이프의 유닉스 버전에서 about:mozilla 페이지를 보면 페이지를 읽고 있음을 나타내는 넷스케이프 아이콘에 모질라의 모습이 나타내는 애니메이션이 보인다.
모질라 파이어폭스를 기반으로 한 플로크 브라우저의 1.0 이후 버전에는 모질라서 11장 1절이 포함되어 있다. 이 구절은 붉은 배경이 아닌 파란 배경에 나타나며, 모질라 파이어폭스의 성장과 플로크의 제작사, 그리고 그 미래에 대한 언급이 들어 있는 것으로 추측된다.

### 모질라서의 내용
- (영어) 모질라서 (모질라 재단)